# BMW i7
La BMW i7 est un modèle de berline haut de gamme électrique du constructeur automobile allemand BMW. Lancée en 2022, elle est la version électrique de la 7e génération de BMW Série 7.

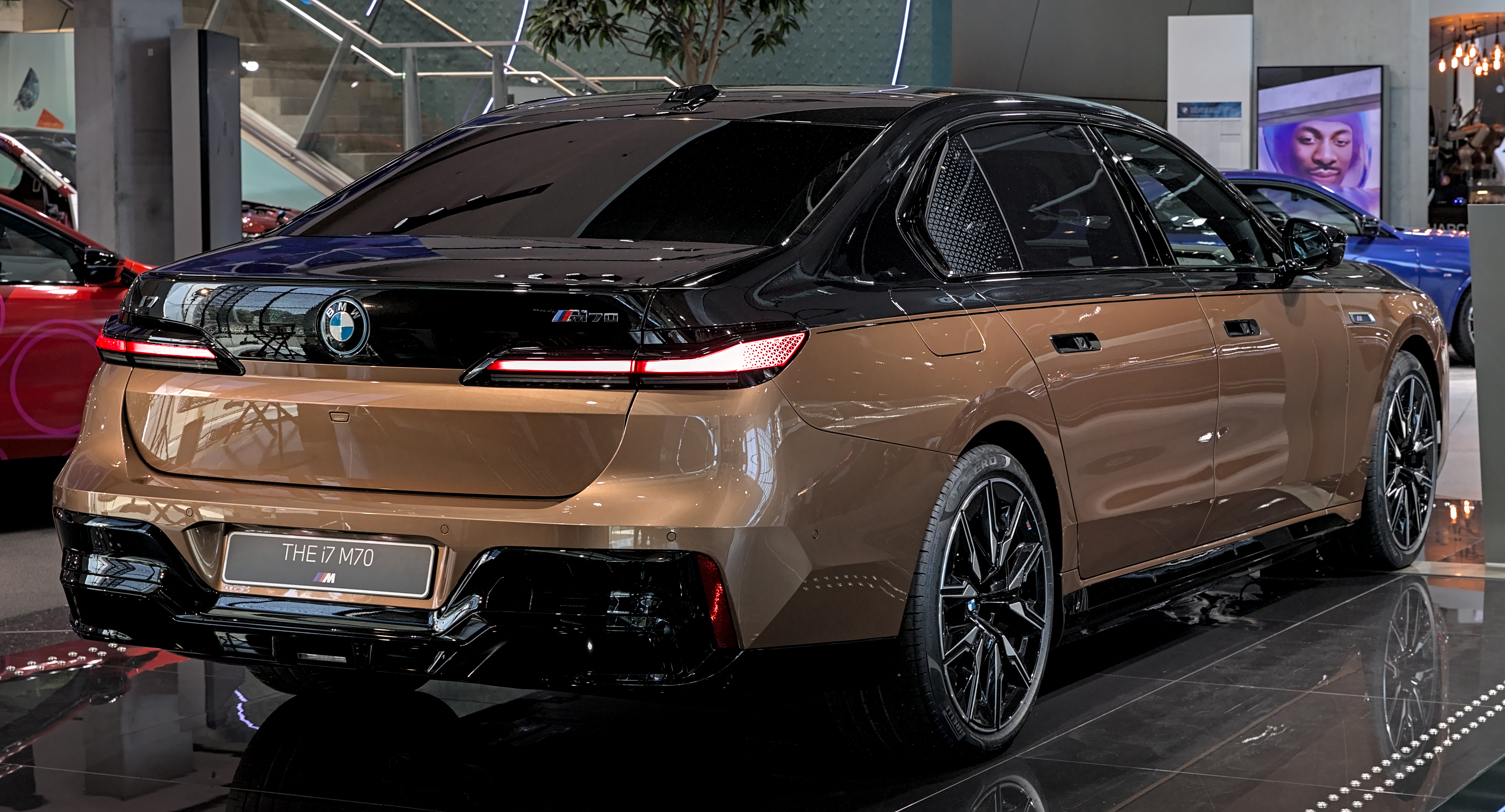
Vue arrière.

## Présentation
Une version totalement électrique de la Série 7 est annoncée officiellement le 1er décembre 2021. Elle devait apparaître pour la première fois au salon de l'automobile de Pékin mais celui-ci a été annulé quelques semaines avant son ouverture en raison de la pandémie de Covid-19 en Chine. Elle est présentée le 20 avril 2022.
L'i7 sera par la suite proposée dans une version M70 d'une puissance maximale de 660 ch.
La 2 000 000e Série 7 produite (en décembre 2022) est une i7.

## Caractéristiques techniques
L'i7 repose sur la plateforme CLAR et reçoit la cinquième génération de mécaniques électriques de la marque bavaroise, que l'on trouve à bord de l'iX.

### Motorisation
| Logo de BMW                     | BMW i7                                           | BMW i7 |
| Logo de BMW                     | xDrive60                                         |        |
| ------------------------------- | ------------------------------------------------ | ------ |
| Type de moteur                  | Deux moteurs synchrones à excitation électrique, |        |
| Puissance moteur (kW)           | 400                                              |        |
| Puissance maximale (ch)         | 544                                              |        |
| Couple maximal (N m)            | 745                                              |        |
| Transmission                    | Intégrale                                        |        |
| Vitesse maximale (km/h)         | 240                                              |        |
| 0-100 km/h (s)                  | 4,7                                              |        |
| Masse à vide (kg)               | 2700                                             |        |
| Dimensions des pneumatiques     |                                                  |        |
| Batterie                        |                                                  |        |
| Type                            | Lithium Ion                                      |        |
| Capacité nominale (kWh)         |                                                  |        |
| Capacité utile (kWh)            | 101,7                                            |        |
| Autonomie (cycle WLTP) (km)     | 590 à 625                                        |        |
| Consommation (kWh/100 km)       |                                                  |        |
| Temps de recharge               |                                                  |        |
| Sur une prise domestique 2,3 kW |                                                  |        |
| Sur une borne 11 kW             |                                                  |        |
| Sur une borne 130 kW (DC)       |                                                  |        |

### Batterie
L'i7 dispose d'une batterie Lithium-ion d'une capacité de 101,7 kWh, lui procurant une autonomie de 590 à 625 km.

## Finitions
- i7
- M Sport
- Executive Lounge (jusqu'en 2022[8])